# Wybory parlamentarne w Szkocji w 2007 roku
Wybory parlamentarne w Szkocji w 2007 były trzecimi z kolei wyborami powszechnymi do parlamentu Szkocji od momentu jego ustanowienia w 1999. Odbyły się 3 maja 2007, równolegle przeprowadzono też wybory do władz lokalnych.
Największą liczbę mandatów, 47, uzyskała Szkocka Partia Narodowa, minimalnie wyprzedzając rządzącą dotychczas Szkocką Partię Pracy, która zdobyła o jeden mandat mniej. Partia konserwatystów uzyskała 17 miejsc w parlamencie, liberalno-demokratyczna 16, Szkocka Partia Zielonych zdobyła 2 mandaty. Jeden mandat przypadł kandydatce niezależnej, Margo MacDonald.
Poza parlamentem znalazły się zasiadające w nim w poprzedniej kadencji Szkocka Partia Socjalistyczna oraz Zjednoczona Partia Szkockich Emerytów. Nie zdobyła żadnego mandatu nowa szkocka partia, Solidarność, założona przez Tommy’ego Sheridana.